# Wouter Weylandt
Wouter Weylandt (Gante, 27 de setembro de 1984 — Mezzanego, 9 de maio de 2011) foi um ciclista profissional belga. 
Competiu junto à UCI pelas equipes Omega Pharma e Trek Factory Racing, em torneios de grande importância internacional, como o Giro d'Italia e a Vuelta a España. Faleceu em decorrência de um acidente sofrido 3ª etapa do Giro d'Italia, em 2011, no qual caiu após desequilibrar-se, vindo a chocar-se com um muro de concreto; o que causou múltiplas fraturas e excessiva perda de sangue. Weylandt foi pronunciado morto ainda no local, antes que pudesse ser removido para o hospital.

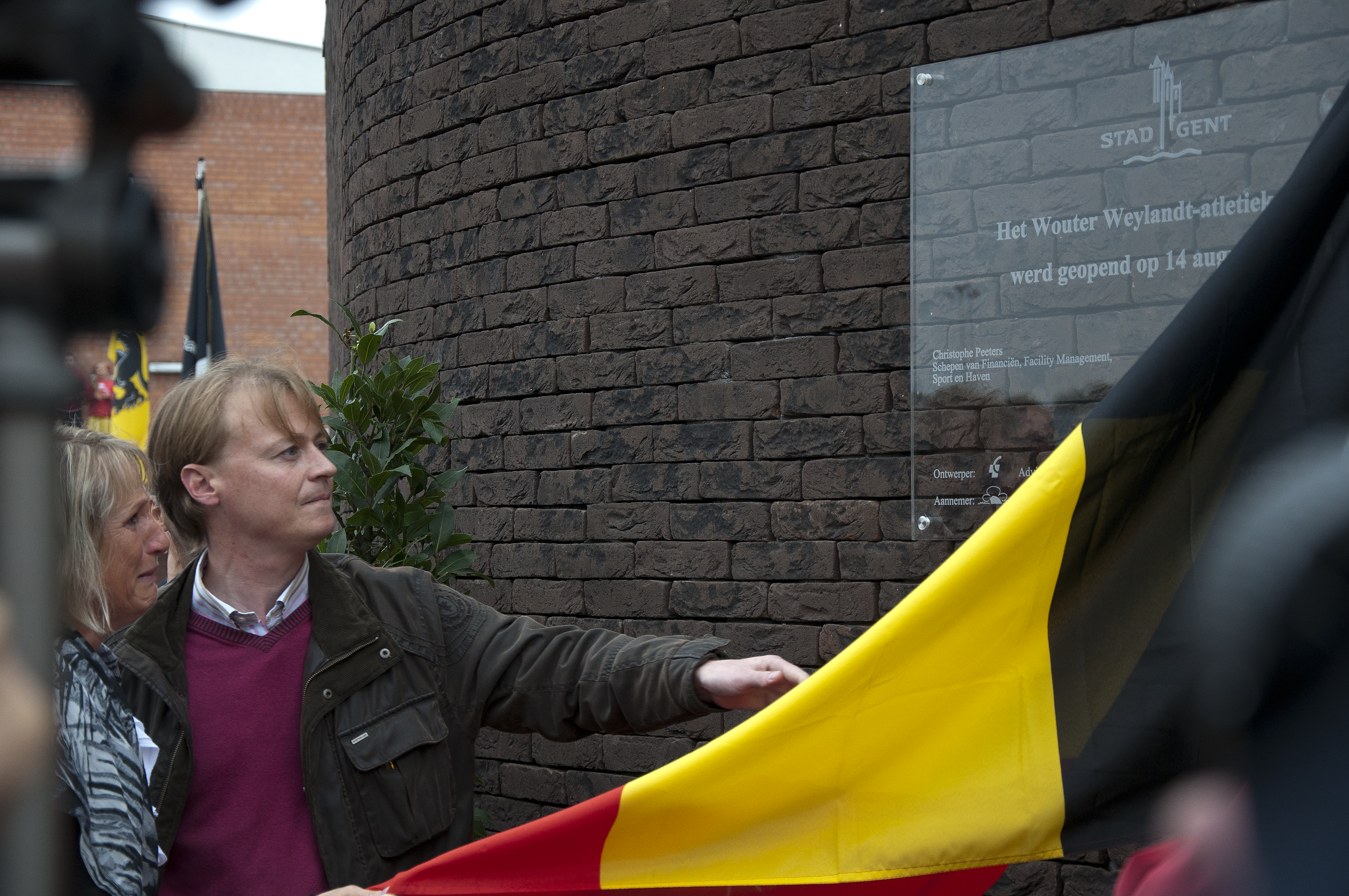
Homenagem póstuma à Weylandt, em Gante, sua cidade natal.